# El juego de la muerte (documental)
El juego de la muerte (título original: Le Jeu de la Mort) es un documental franco-suizo de 2009. El documental describe un experimento realizado en Francia en 2009 para estudiar la autoridad de la televisión y su influencia sobre la obediencia. El experimento es una nueva versión del experimento de Milgram adaptado a las condiciones actuales y su objetivo es medir de manera significativa la interacción entre la autoridad de la televisión y los valores éticos de los sujetos. Se buscaba concretamente evaluar la capacidad de desobediencia del sujeto a órdenes dadas con la autoridad de la televisión cuando estas le hacían infligir daño a otra persona.

## Forma del experimento
Los sujetos del experimento fueron voluntarios para evaluar la validez de un supuesto nuevo concurso televisivo. Se les hizo creer que participarían en el episodio piloto y que en consecuencia, no obtendrían ningún premio. El falso concurso se llamaría la zona Xtrema y consistiría en una prueba de memoria en que dos personas concursaban para repartirse un premio de un millón de euros. Uno de los concursantes (en el experimento un actor) habría de memorizar una lista de 27 asociaciones verbales en un minuto mientras que el otro concursante (el sujeto real del experimento) era quien debía comprobar la corrección de las respuestas y en caso de error, aplicar un castigo. El castigo consistiría en descargas eléctricas cada vez más fuertes a medida que avanzaba el concurso llegando hasta los 460 voltios.
En realidad no había tal castigo. El falso concursante estaba fuera de la vista del sujeto del experimento y los gritos de dolor que este oía habían sido grabados con anterioridad. 
El experimento recrea pues un plató de televisión, en el que a diferencia del Experimento de Milgram, la autoridad no está representada por un científico, sino por el personal de la televisión; la presentadora, el productor y el público.
Paralelamente se medían también las reacciones del público de estudio, que igualmente creía ser público de un episodio piloto.
El experimento mostró 81% de obediencia en los sujetos (81% de ellos llegaron hasta el final) y un comportamiento del público sumiso a las exigencias del falso programa. Esto supone un 19% más de obediencia que en el Experimento de Milgram, donde se obtuvo un resultado del 62%, aunque las diferencias entre los dos experimentos hacen difícil establecer paralelismos exactos.